# Черният рицар: Възраждане
Черният рицар: Възраждане (на английски: The Dark Knight Rises) е супергеройски филм от 2012 г., режисиран от Кристофър Нолан, който заедно с брат си Джонатан Нолан пише сценария, а с Дейвид Гойър – историята. Основава се на персонажа Батман от комиксите на Ди Си Комикс и представлява последната част от трилогията на Нолан за Черният рицар., както и продължение на Черният рицар (2008). В главната роля влиза Крисчън Бейл като Брус Уейн / Батман, редом с Ан Хатауей, Гари Олдман, Том Харди, Морган Фрийман, Марион Котияр, Джоузеф Гордън-Левит и Майкъл Кейн. Действието се развива осем години след събитията от Черният рицар – проследява се как пенсионираният Уейн е принуден да възобнови ролята си на Батман, за да спаси Готъм Сити от ядрено унищожение, заплашвано от терориста Бейн (Харди).
Кристофър Нолан първоначално се колебае дали да се завърне към поредицата за трети филм, но се съгласява, след като заедно с брат си и Гойър разработва история, която според него поставя удовлетворителен завършек на трилогията. Нолан черпи вдъхновение от дебюта на Бейн в комикса от 1993 г. Падането на рицаря, а също и от Батман: Черният рицар се завръща (1986) и Батман: Ничия земя (1999). Снимките протичат от май до ноември 2011 г. на различни локации, сред които Джодпур, Лондон, Нотингам, Глазгоу, Лос Анджелис, Ню Йорк, Нюарк и Питсбърг. Нолан използва IMAX камери с 70-милиметрова лента за голяма част от заснемането, включително за първите шест минути от филма, с цел да постигне възможно най-високо качество на картината. За филма специално се създават нови декори, включително вариант на летателното средство на Батман, наречено Прилепът, подземен затвор и нова пещера на Батман. Подобно на Черният рицар, още в ранна фаза на продукцията започват кампании за вирусен маркетинг. След приключването на снимките Уорнър Брос пренасочва усилията си към промоционалната кампания, като създава уебсайтове, пуска първите шест минути от филма, разпространява трейлъри в кината и предоставя информация за сюжета.
Премиерата на Черният рицар: Възраждане е в Ню Йорк на 16 юли 2012 г. и излиза по кината в САЩ и Обединеното кралство на 20 юли. Филмът получава положителни отзиви от критиците, които го определят като удовлетворителен завършек на трилогията. Номинаран е за награда за специални визуални ефекти от Британската академия за филмово изкуство, както и за редица други отличия, а Американският филмов институт го включва сред десетте най-добри филма на 2012 г. Приходите в световен мащаб достигат 1,114 милиарда долара, което го прави втория филм от поредицата за Батман с приходи над 1 милиард и най-касовия филм за Батман до момента. Освен че се превръща в най-успешния филм на Нолан по приходи, той става и седмият най-касов филм на всички времена към момента на излизането си, както и третият най-касов филм на 2012 г.филмът е смятан за един от най-добрите на всички времена  .

## Сюжет
Бейн, бивш член на Лигата на сенките, повежда атака срещу самолет на ЦРУ над Узбекистан, за да отвлече ядрения физик д-р Леонид Павел и да инсценира смъртта му в катастрофата. Междувременно, осем години след смъртта на прокурора Харви Дент и ареста на Жокера, организираната престъпност в Готъм е напълно премахната благодарение на закона за Дент – законодателна мярка, която дава разширени правомощия на полицията. Комисарят Джеймс Гордън е запазил в тайна престъпленията на Дент и е позволил вината да бъде хвърлена върху Батман. Брус Уейн, все още скърбящ по загубата на Рейчъл Доус, се е оттеглил от обществения живот, а „Уейн Ентърпрайзис“ е в застой.
Бейн заговорничи с член на борда на „Уейн Ентърпрайзис“ – Джон Дагет – с цел да поеме контрола над компанията, като започват с опит да се сдобият с пръстовите отпечатъци на Брус. Крадецът Селина "Жената котка" Кайл открадва отпечатъците от имението Уейн за Дагет, но той я предава. Селина подава сигнал до полицията, която започва преследване на Бейн и хората на Дагет в канализацията, докато самата тя успява да избяга. Хората на Бейн залавят комисар Гордън и го отвеждат при Бейн, но той успява да избяга и е открит от полицая Джон Блейк – сирак, който е разгадал тайната самоличност на Брус и го убеждава да се върне към ролята на пазител. Бейн атакува борсата на Готъм и използва отпечатъците на Брус, за да потвърди серия от измамни финансови транзакции, които водят до отстраняването на Брус от компанията и до банкрута му. Батман се завръща, за да преследва хората на Бейн. Опасенията, че Брус ще бъде убит в сблъсък с Бейн, карат иконома му Алфред Пениуърт да се оттегли, с надеждата да го спаси, след като признава, че е изгорил писмо от Рейчъл, в което тя пише, че ще се омъжи за Дент. Бейн разширява операцията си и убива Дагет, докато Брус започва връзка с новия изпълнителен директор на „Уейн Ентърпрайзис“ – Миранда Тейт.
Жената котка се съгласява да отведе Батман при Бейн, но вместо това го въвлича в капан под кулата Уейн. Бейн се възхищава от своя план да довърши мисията на Ра’с ал Гул – унищожението на Готъм – преди да пречупи Батман в брутален бой. След това отвежда Брус в древен подземен затвор в Близкия изток, където той научава, че дете на Ра’с ал Гул е родено и отгледано в затвора, но благодарение на защитник е успяло да избяга – нещо считано за невъзможно. Обратно в Готъм, Бейн взривява експлозиви, с които капсулира полицията в канализацията, унищожава всички мостове около града с изключение на един, убива кмета Антъни Гарсия на градския стадион и принуждава Павел да трансформира ядрения реактор на Уейн в разлагаща се неутронна бомба, преди да го убие публично. Той разкрива престъпленията на Дент пред обществото, освобождава затворниците от „Блекгейт“ и поема контрол над града, изгонвайки и екзекутирайки елита чрез пролетарски съдилища, ръководени от Джонатан Крейн.
Пет месеца по-късно Брус успява да избяга от затвора и се връща в Готъм. Като Батман, той освобождава полицията и заедно се изправят срещу армията на Бейн по улиците. По време на битката Батман надвива Бейн, но Миранда Тейт го пробожда в корема, разкривайки, че е дъщерята на Ра’с ал Гул – Талия ал Гул. Тя също така разкрива, че Бейн е бил нейният защитник в ямата, и активира детонатора на бомбата, но той не сработва, тъй като Гордън е блокирал сигнала. Талия тръгва да търси бомбата, оставяйки Бейн да довърши Батман. Жената котка се завръща, убива Бейн и помага на Батман да преследва Талия с надеждата да върнат бомбата в реакторната камера, където тя може да бъде стабилизирана. Камионът на Талия катастрофира, но преди да умре, тя наводнява и унищожава камерата дистанционно. Без друг начин да предотврати детонацията, Батман разкрива самоличността си пред Гордън и използва въздушния си апарат, за да отнесе бомбата над залива, където тя избухва безопасно.
След събитията Батман е обявен за загинал и почетен като герой. Тъй като Брус също е обявен за мъртъв, имението Уейн е превърнато в сиропиталище, а наследството му остава на Алфред. Гордън намира възстановения сигнал на Батман, докато Лушъс Фокс открива, че Брус е поправил автопилота на Бат. Във Флоренция, Алфред открива, че Брус е жив и във връзка със Селина; те се поглеждат и мълчаливо се сбогуват. Междувременно, Блейк – чието истинско име се оказва Робин – подава оставка от полицейското управление на Готъм и получава пакет, който го отвежда до пещерата на Батман.

## Актьорски състав
- Крисчън Бейл – Брус Уейн / Батман, милиардер и светски човек, който се посвещава на защитата на Готъм Сити от престъпния му подземен свят като страховит пазител. Кристофър Нолан посочва, че поради осемгодишната пауза между Черният рицар и Черният рицар: Възраждане, „той е по-възрастен Брус Уейн; не е в добра форма“.[10] Бейл използва испанско бойно изкуство, адаптирано към сегашното физическо състояние на Уейн и стила на Бейн.[11] Актьорът заявява, че Черният рицар: Възраждане ще бъде последният му филм като Батман.[12] Бейл признава, че Батман „не е психически здрав човек – той върши добро, но е на ръба да премине в злото“.[13] Той подчертава: „Не иска да забрави [смъртта на родителите си]. Иска да запази този гняв, който е усетил при тази несправедливост“.[14] За раздялата с ролята Бейл споделя, че я възприема като „сбогуване с един стар приятел“.[15]
- Майкъл Кейн – Алфред Пениуърт,[16] икономът и близък довереник на Брус, който изпълнява ролята на бащинска фигура, но не успява да приеме желанието на Уейн да възроди самоличността си на Батман. Дори напуска поста си, за да подчертае сериозността на положението. Кристофър Нолан поставя акцент върху емоционалната връзка между Пениуърт и Уейн, подчертавайки значението ѝ в предишните филми и предвиждайки, че в този тя ще бъде поставена на изпитание както никога досега.[11]
- Гари Олдман – Джеймс Гордън,[16] комисарят на полицейското управление в Готъм Сити и един от малкото честни полицаи в града. Гари Олдман описва героя като изтощен от усилията си да изчисти града от престъпност, оставен уморен от живота и леко отегчен,[17] сравнявайки Гордън с войник, който скача при всяка възможност да се върне на фронта.[11] Животът му се влошава след събитията в Черният рицар – съпругата му го напуска и взема децата със себе си, а кметът планира да го освободи от длъжност. Гордън изпитва вина за ролята си в прикриването на престъпленията на Харви Дент и е готов да подаде оставка като комисар, но усеща, че над Готъм отново надвисва заплаха.
- Ан Хатауей – Селина Кайл / Жената-котка,[18][19] професионална крадла, измамница и фатална жена, която изгражда закачлива и дразнеща връзка с Уейн – динамика, която „отнема част от мрачността на неговия характер“.[11] Тя се стреми към „чисто досие“ – компютърна програма, за която се носи слух, че може да изтрие криминалното досие на човек – и се сблъсква както с Уейн, така и с Батман. Ан Хатауей се явява на прослушването, без да знае за коя роля се състезава.[20] За ролята са разглеждани още Джесика Бийл и Кейт Мара.[21][22] Хатауей описва ролята като най-физически взискателната, която някога е играла, и признава, че въпреки че се е смятала за във форма, се е наложило да удвои усилията си във фитнеса, за да отговори на изискванията.[23][24] Тя тренира интензивно бойни изкуства и черпи вдъхновение от Хеди Ламар – актрисата, която служи за първообраз на героинята в комиксите – при изграждането на своето изпълнение.[25] Сценаристът на Батман в началото и автор на историята на Черният рицар, Дейвид Гойър, първоначално изключва Жената котка от третия филм още през 2008 г., тъй като тя вече е представена в Батман се завръща на Тим Бъртън в изпълнение на Мишел Пфайфър.[26]
- Том Харди – Бейн, тайнствен и физически внушителен злодей, който е изгонен от Лигата на сенките и се представя като „освободител чрез болка“ и революционер. Той е обсебен от продължаването на наследството на Ра'с ал Гул чрез унищожението на Готъм. Героят е избран от Кристофър Нолан с цел да подложи Батман на изпитание както физически, така и психически.[10] Според дизайнерката на костюми Линди Хеминг, Бейн носи маска, която му доставя обезболяващ газ за облекчаване на болки от травма, получена „в ранната му история“.[10] Том Харди има за цел да направи персонажа „по-зловещ“ от версията на Робърт Суенсън в Батман и Робин на Джоел Шумахер. За да постигне това, Харди създава контраст между гласа и тялото си. Той качва 14 кг, достигайки тегло от 90 кг, и по-късно признава, че тренировките за ролята вероятно са нанесли щети на тялото му. Харди основава гласа на Бейн върху няколко вдъхновения, сред които са ромският борец Бартли Горман и комиксовото наследство на героя. Бейн представя враговете на своята „революция“ като богатите и корумпираните, които според него потискат „народа“, но всъщност това е заблуда, целяща да използва гражданите на Готъм в изпълнение на крайната цел на Лигата на сенките — пълното унищожение на града.
- Марион Котияр – Миранда Тейт / Талия ал Гул, настоящият главен изпълнителен директор на „Уейн Ентърпрайзис“, която насърчава все още скърбящия Брус да се върне в обществото и да продължи филантропските дела на баща си, но по-късно се разкрива, че е дъщерята на Ра'с ал Гул и съучастничка на Бейн.
  - Джоуи Кинг – Талия ал Гул (дете).
- Джоузеф Гордън-Левит – Джон Блейк, млад полицай, чиито инстинкти го карат да подозира, че на хоризонта се задава опасност, и който е повишен в детектив от Гордън, след като по-възрастният полицай разпознава нещо от себе си в по-младия. Блейк олицетворява идеализма, който Гордън и Брус някога са имали, но са изгубили в борбата си срещу престъпността в града. Филмът разкрива, че истинското му име е Робин Джон Блейк — почит към помощника на Батман в комиксите, Робин.
- Морган Фрийман – Лушъс Фокс, бивш главен изпълнителен директор, превърнал се в изпълнителен вицепрезидент на „Уейн Ентърпрайзис“, който управлява компанията от името на Брус Уейн и действа като негов оръжейник, осигурявайки му високотехнологично оборудване и тайно разработвайки авангардни технологии и оръжия — дори когато компанията започва да губи пари.
- Матю Модийн – Питър Фоли, заместник на комисар Гордън, изпитващ презрение към Батман.
- Бен Менделсън – Джон Дагет, съперник, милиардер и светски човек, който наема Бейн в плана си да поеме контрола над „Уейн Ентърпрайзис“.
- Бърн Горман – Филип Страйвър, асистент на Дагет и старши изпълнителен вицепрезидент на „Дагет Индъстрис“.
- Нестор Карбонел – Антъни Гарсия, кмет на Готъм Сити. Карбонел повтаря ролята си от Черният рицар.
- Джуно Темпъл – Джен, приятелка и съучастничка на Селина Кайл.
- Джош Стюарт – Барсад, дясната ръка на Бейн.
- Алон Абутбул – Д-р Леонид Павел, руски ядрен физик, който е отвлечен от Бейн и Лигата на сенките, за да превърне ядрен реактор, финансиран от Брус Уейн и Миранда Тейт, в оръжие за унищожаване на Готъм Сити.
- Ейдън Гилън – Бил Уилсън, оперативен служител на ЦРУ, който е натоварен със задачата да измъкне Павел от Узбекистан и да проследи Бейн за терористична дейност преди появата му в Готъм Сити. В диалозите на филма персонажът е наричан само „ЦРУ“; името му се разкрива в романизацията на филма.[27]
- Брет Кълън – Байрън Гили, член на Конгреса на САЩ, който е отвлечен от Кайл. Брет Кълън по-късно изиграва ролята на Томас Уейн в адаптацията на Ди Си Комикс от 2019 г. Жокера.[28]
- Крис Елис – Отец Райли, свещеник в сиропиталището, в което е израснал Блейк.
- Том Конти – Затворник, безименен затворник, който служи като настойник на Брус Уейн в подземния затвор на Бейн, наречен Ямата.
- Даниъл Сънджата – Марк Джоунс, офицер от специалните части на САЩ, който води специален отряд в Готъм, за да помогне на Гордън и полицията на Готъм да освободят града от властта на Бейн.
- Лиъм Нийсън – Ра'с ал Гул. Актьорът възобновява ролята си от Батман в началото с камео участие; той се появява и в кратък ретроспективен кадър.[29]
  - Джош Пенс – Ра'с ал Гул (млад).
- Килиън Мърфи – Д-р Джонатан Крейн. Актьорът възобновява ролята си от първите два филма.
- Индия Уодсуърт – Съпругата на Ра'с и майка на Талия.
- Джон Нолан – Дъглас Фредерикс, член на борда на директорите на „Уейн Ентърпрайзис“.
- Уилям Дивейн – Президент на САЩ.

Други членове на актьорския състав включват Роб Браун, Уил Естес и Дезмънд Харингтън в ролите на полицаи; Кристофър Джъдж като един от помощниците на Бейн; и Ноел Гулиеми като бивш затворник, който отговаря за изселването на корумпираните елити по време на революцията на Бейн. Томас Ленън е в ролята на лекар. Глен Пауъл прави ранна поява като борсов търговец, който бива нокаутиран от Бейн.
Сенаторът на САЩ Патрик Лихи, който има камео в Черният рицар, се завръща и в Черният рицар: Възраждане като член на борда на „Уейн Ентърпрайзис“.
Няколко играчи от отбора по американски футбол „Питсбърг Стийлърс“ имат камео роли като членове на измисления отбор на Готъм, включително Бен Роетисбергер, Хайнс Уорд, Трой Поламалу, Уили Колон, Моуркис Пънси, Майк Уолъс, Хийт Милър, Аарън Смит, Райън Кларк, Джеймс Фариър, ЛаМар Уудли и Кейси Хамптън, както и бившият треньор на „Стийлърс“ Бил Коуър като треньор на готъмския отбор. Кметът на Питсбърг, Люк Рейвънщал, бивш футболист, играе като кикър на противниковия отбор.
Арън Екхарт изразява ентусиазъм да се върне за продължение, ако бъде поканен, въпреки че по-късно заявява, че Нолан потвърждава, че неговият персонаж Харви Дент / Двуликия е мъртъв, и в Черният рицар: Възраждане се използват само архивни кадри с него от предишния филм.

## Производство

### Разработка
„Ключовото нещо, което прави третия филм чудесна възможност за нас, е, че искаме да завършим историята си [...], а не безкрайно да надуваме балона и да разширяваме историята [...] За разлика от комиксите, тези неща не продължават вечно във филма и гледането му като история с край е полезно. Гледането му като завършек ви насочва в правилната посока относно подходящото заключение.
През 2005 г. Дейвид Гойър потвърждава, че пише чернови на сценарии за две продължения на Батман в началото, включващи Жокера; първият сюжет включва Батман, Харви Дент и комисар Гордън, които преследват Жокера, а вторият описва как Жокера белязва Дент и го превръща в Двуликия. Третата чернова завършва по същия начин, както в крайния вариант на Черният рицар: Възраждане — други моменти от тази трета версия се включват в Черният рицар Семейството на Хийт Леджър заявява, че той има намерение да се върне към ролята на Жокера преди смъртта си; това мнение подкрепя и Арън Екхарт, който играе Двуликия в този филм. Отрязана сюжетна линия от Черният рицар включва персонажа Гамбъл, изигран от Майкъл Джай Уайт, който да оцелее след срещата си с Жокера и да се завърне в бъдещ филм, за да се опита да поеме контрола над Готъм Сити. Но тези планове са отменени след смъртта на Леджър и филмът се редактира така, че Гамбъл да бъде убит в сцената, където първоначално Жокера само го обезобразява. След смъртта на Леджър Кристофър Нолан решава да не преизбира ролята от уважение към изпълнението на актьора и първоначално изпитва колебание дали да направи трети филм.
Президентът на Уорнър Брос за продукциите, Джеф Робинов, се надява трети филм да излезе през 2011 или 2012 г. Кристофър Нолан иска историята за третия филм да го държи емоционално заинтересован. „На по-повърхностно ниво, аз трябва да си задам въпроса,“ обяснява той, „колко добри трети филми в една поредица могат хората да назоват?“. Нолан казва във предговора към книгата си Изкуството и създаването на трилогията Черният рицар, че никога даже не е мислил, че трети филм ще е възможен. Той се съгласява на трети филм само след като намира смислена история, страхувайки се, че ще му стане скучно от половината на продукцията, ако филмът се окаже ненужен. Към декември 2008 г. Нолан завършва груб сюжетен контур, преди да се ангажира с Генезис. По-късно през декември Алън Хорн потвърждава, че макар разговорите с Нолан за трети филм да продължават, кастинг все още не е направен, и отрича всички такива слухове. Преди Нолан да потвърди участието си, Гари Олдман казва, че е уверен, че Нолан ще се върне.
След успеха на Жокера в Черният рицар, ръководителите на студиото желаят Гатанката да бъде главният злодей, считан за подобен характер, и насърчават кастинг на Леонардо ди Каприо, докато Робин Уилямс също проявява интерес. Но Нолан иска антагонист, който е принципно различен от предишните образи и се обръща към Бейн, посочвайки нуждата от персонаж с физическо присъствие във филма. Първоначално той не познава историята на героя, но подчертава привлекателността на архетип, наричайки го „крайността на някакво злодеяние“. Сравнявайки избора между Бейн и Жокера, Нолан описва Жокера като „дяволска, хаотична анархия с дяволско чувство за хумор“, а Бейн като „класическо филмово чудовище […] с ужасен мозък“. Нолан допълва, че проектът на сценария е вдъхновен от романа на Чарлз Дикенс Повест за два града (1859), който се фокусира върху Френската революция. Тази почит към Дикенс е илюстрирана накратко с това, че Бейн незабележимо плете с пръсти паракорд във филма, символизиращ г-жа Дефарж, злодейката от Повест за два града, и по-явно с надгробната реч на комисар Гордън за Брус Уейн, която е взета директно от романа на Дикенс..
На 9 февруари 2010 г. е обявено, че Нолан е готов с историята и се ангажира да се върне към проекта. Скоро след това се съобщава, че Дейвид Гойър и Джонатан Нолан работят по сценарий.. Гойър напуска проекта по време на предпроизводството, за да започне работа по Човек от стомана (2013); Джонатан продължава да пише сценария на базата на историята, създадена от брат му Кристофър Нолан и Гойър. Нолан споменава, че оригиналната чернова от брат му е около 400 страници. Сюжетът на филма е сравнена с комиксите Батман: Падането на рицаря (1993), в който присъства Бейн; Батман: Черният рицар се завръща (1986), където Батман се завръща след 10‑годишно отсъствие; и Батман: Ничия земя (1999), която показва Готъм, откъснат от света и отвлечен от банди.
Нолан потвърждава, че Жокера няма да присъства в третия филм и отхвърля слуховете, че обмисля да използва неизползвани кадри от Леджър в Черният рицар. Черният рицар: Възраждане събира отново Нолан с много от неговите сътрудници: оператора Уоли Фистр, сценографа Нейтън Кроули, монтажиста Лий Смит, дизайнер на костюми Линди Хеминг, отговорниците по специалните ефекти Пол Франклин и Крис Корбулд, както и с композитора Ханс Цимер.

### Заснемане
По време на търсене на локации през декември 2010 г. Нолан започва да разглежда места като Индия, Румъния и щата Мичиган. Според източник Нолан проявява интерес към историческите центрове на Букурещ, улица „Едгар Кине“, Палата на парламента и солната мина „Турда“. Филмът има предварителен бюджет от около 250–300 милиона долара, който намалява до около 230 милиона след данъчни кредити. Нолан избира да не снима в 3D, заявявайки, че иска да се фокусира върху подобряване на качеството на изображението и мащаба чрез формата IMAX. Черният рицар: Възраждане съдържа над час заснет материал с IMAX камера (за сравнение, Черният рицар съдържа около 28 минути). Нолан провежда няколко срещи с вицепрезидента на IMAX Дейвид Кайли за логистиката при прожектиране на филми в дигитални IMAX зали.
Уоли Фистър изразява интерес да снима целия филм с IMAX, но поради значителния шум от камерите на IMAX се налага използването на 35-милиметрови и 70-милиметрови камери за диалоговите сцени — диалогът, записан с IMAX, трябва да се дублира. Председателят и президент на IMAX корпорацията, Грег Фостър, заявява, че IMAX планира да пуска филма в своите зали два месеца, въпреки че договорно са ангажирани само за две седмици. Нолан също пропуска използването на цифрово устройство при продукцията, което води до по-малко манипулации на заснетото изображение и по-висока резолюция на филма.
Основните снимки са планирани да започнат през май и да приключат през ноември 2011 г. Продукцията стартира на 6 май 2011 г. в Джодпур, Индия, в крепостта Мехеранкарх, след което се премества в Питсбърг, работейки под работното заглавие Магнус Рекс с цел да се намали интересът към продукцията. В Питсбърг снимките включват различни локации; над 11 000 статисти участват във филмовата сцена, развиваща се на стадиона. Снимки се провеждат и в университета „Карнеги Мелън“. Писмо до жители и бизнес собственици предупреждава за затворени улици, които ще бъдат използвани „като началото на [филма]“. Операторите на спешния номер 911 са уведомени за очаквано увеличение на обаждания, свързани с изстрели и експлозии по време на продукцията.
Частта от продукцията в Питсбърг приключва след три седмици, на 21 август 2011 г. Следва заснемане в Лос Анджелис в края на август, завършвайки на 23 октомври след девет седмици записи. След това снимките се местят в Ню Йорк и Ню Джърси. Тръмп Тауър замества Ричърд Дейли Център като седалище на „Уейн Ентърпрайзис“. През ноември 2011 г. продукцията се премества в Нюарк, Ню Джърси. Използват се сградата на Нюарк Сити Хол и Военния парк. Други снимки се провеждат в Лондон и Глазгоу, като Глазгоу служи за допълнителни екстериорни кадри. Крайната основна фотография приключва на 14 ноември 2011 г. Външната сцена с водопада в края на филма се снима водопада Хенрид в Уелс.
По‑късно кадри от снимачната площадка разкриват нов автомобил на Батман.. През юни 2011 г. автоблог потвърждава присъствието на нов „Ламборджини Авентадор“ на снимачната площадка.
Няколко инцидента се случват по време на продукцията на филма. Докато снимат при в Нотингам, камион с ремарке се блъска в основния вход, но никой не е наранен. В един друг случай каскадьор–парашутист пада през покрива на дом във Фешибридж, Шотландия, и се заклещва там след неуспешно кацане при скок — но не е сериозно наранен.
Докато снимат сцени в Питсбърг, дубльорка на каскадьорката на Хатауей се сблъсква с IMAX камера, докато кара мотора на Батман надолу по стълби по време на бунт. Няма наранявания, но камерата е унищожена. Втори инцидент в Питсбърг настъпва, когато камионът, превозващ непознатото тогава превозно средство на Батман, излиза от курса и се блъска в осветителни тела, като поврежда модела на летателния апарат. Продукцията се забавя, докато моделът бъде поправен.

### Дизайн

#### Костюми
Дизайнерът на костюми Линди Хеминг обяснява, че Бейн използва маска за вдишване на обезболяващ газ, който, по думите на режисьора Кристофър Нолан, „поддържа болката му точно под прага, за да може да функционира“. При създаването на костюма на Бейн, Хеминг иска той да изглежда „като сбор от различни части и парченца, които е сглобил по пътя си през отдалечени места“. Например, част от жилетката му е направена от фрагменти на стара военна палатка. Дрехите му са военни, но по никакъв начин не представляват униформа. Маската също е проектирана да изглежда „антропоморфно, животинско“, напомняйки на челюсти и зъби на горила. Отговорникът по ефектите на костюмите Греъм Чърчайрд създава триизмерен модел на лицето и черепа на Том Харди, за да проектира маската с перфектно прилягане към контурите на неговото лице. Хеминг лично проектира и палтото на Бейн – работа, която отнема две години. Тя черпи вдъхновение от шведско армейско яке и фрак от времето на Френската революция, за да накара Бейн да изглежда едновременно диктаторски и революционен. Процесът се оказва труден, тъй като тя има проблеми да намери шивач в Лос Анджелис, който може да работи със шерлинг.
Костюмът на Батман се състои от 110 отделни части, които трябва да бъдат репликирани десетки пъти по време на продукцията. Базовият слой е от полиестерна мрежа, използвана в армията и при високотехнологични спортни изделия заради дишащите свойства и отвеждането на влага. След това към мрежата се прикрепват формовани парчета от гъвкав уретан, които оформят бронята. В определени секции (крака, гърди, корем) се вграждат панели от въглеродни влакна за допълнителна защита. Маската е изваяна по външния вид на лице и глава на Крисчън Бейл, за да пасне идеално. Екипът не променя дизайна на костюма от материала на Черният рицар – това е същият костюм, оптимизиран за удобство, охлаждане и гъвкавост. Специално внимание е обърнато на гърлото: маската е отделена от рамото, за да позволява главата да се обръща, като придава по-свободен диапазон на движение, а силуетът остава внушителен.
За костюма на Селина Кайл (Жената-котка) са използвани две слоя материал – външният е спандекс, покрит с полиуретан и релефен с хексагонален шаблон. Комплектът включва ръкавици до лакътя, колан и чизми до бедрото с шипове на тока.

#### Дизайн на продукцията
Концептуалният художник Тъли Съмърс коментира стила на Кристофър Нолан при сравнение с концепциите си за Мъже в черно 3: „За мен разликата е визуалният стил на Кристофър Нолан. Един от аспектите, които правят филмите му за Батман толкова завладяващи, е тонът на правдоподобие. Той често предпочита суров и груб дизайн, вместо нещо прекалено изящно и „продуктивно“. Това е нещо като практична военна естетика — направено да работи, не да впечатлява купувачи. Черният рицар: Възраждане е военен филм“. Продуцентката Ема Томас обяснява, че визуалната естетика на този филм се различава от първите два, тъй като „филмът представя зима в Готъм, което самò по себе си придава съвсем различен външен вид“.
Филмът въвежда ново превозно средство, сравнявано със самолет и хеликоптер. При проектирането му Нейтън Кроули подхожда като към реален военен проект, подчертавайки, че трябва да „подходи към същото семейство“ като „Тъмблър“ и мотора на Батман. Финалният дизайн черпи вдъхновение от различни летателни средства. Крис Корбулд описва размерите и формата на като сериозно предизвикателство за снимане, тъй като Нолан предпочита практически ефекти пред компютърна графика. За да „лети“, устройството е поддържано по различни начини — с въжета, окачен на кранове и хеликоптери или монтиран на специално шаси с хидравлични управляеми контролери за симулиране на движение.
При строежа на декора на пещерата на героя, Нейтън Кроули заедно с дизайнер Kевин Каваноф предлагат идеята да бъде покрита с вода, така че екипировката на Батман — костюмът и суперкомпютърът — да изплуват от водата. Друг сет в Кардингтън представлява „подземен затвор“ — грубо издълбан лабиринт от каменни килии в огромна бездна, с 37-метров вертикален вал към повърхността. Екстериорите над затвора се заснемат в Джодпур, Индия, избран заради „угнетаващия пейзаж, който подсилва усещането за опустошение“.

## Музика
През октомври 2010 г. композиторът Ханс Цимер потвърждава, че се връща, за да напише музиката за Черният рицар: Възраждане. Джеймс Нютън Хауърд получава предложение да се присъедини към Цимер, както e при предишните два филма, но отказва, като споделя, че химията между Цимер и Нолан по време на работа над Генезис би го направила „трето колело“. Цимер включва мотиви от предишните филми, но допълва, че иска да тръгне в „изцяло различна посока“ за темата на Бейн.
Точно както в Батман в началото и Черният рицар, основната тема на филма се състои само от две ноти, повтарящи се, които символизират болката и вината на Батман. Темата „Molossus“ — основната бойна тема в трилогията — също се появява на малки фрагменти във филма..

## Маркетинг
Рекламната кампания на Черният рицар: Възраждане започва още през май 2011 г. със старта на вирусен уебсайт, който включва аудио файл, съдържащ на пръв поглед неразбираем ритъм. Потребителите дешифрират записа до хаштаг в Туитър — #TheFireRises, който при всеки туит отключва пиксел от черен фон, зад който се крие първото официално изображение на Бейн. Тази кампания напомня на успешната маркетингова стратегия от Черният рицар и успява да ангажира феновете още преди появата на каквито и да било визуални материали.
През юли 2011 г. първият тизър трейлър изтича онлайн, преди да бъде официално прикачен към прожекциите на Хари Потър и Даровете на Смъртта – част 2. В отговор студиото пуска трейлъра три дни по-късно. Критическите реакции са смесени — Слейт го определя като тийзър, който изгражда очакване, докато Скрийн Рент го описва като „разочароващо обявление“, с неясен диалог и ограничено действие. Последващият кино трейлър, прикачен към Шерлок Холмс: Игра на сенки, е с по-ясна структура и визуални послания. Мнозина го интерпретират като коментар върху социалното неравенство, съзирайки препратки към движението „Окупирай Уолстрийт“ и революционна реторика в образа на Бейн. В първите 24 часа трейлърът натрупва над 12,5 милиона гледания, поставяйки рекорд за най-много изтегляния от iTunes, преди да бъде изпреварен от трейлъра на Отмъстителите, който достига 13,7 милиона.
Следвайки традицията от Черният рицар, шестминутен IMAX пролог към Черният рицар: Възраждане е прикачен към прожекциите на Мисията невъзможна: Режим Фантом в 70-милиметров формат. Прологът е пуснат цели седем месеца преди премиерата на филма и представя сцената със залавянето на д-р Павел от агентите на Бейн. Критиката реагира положително, макар че някои изказват притеснение относно трудното разбиране на гласа на Бейн. Самият Кристофър Нолан защитава избора си и заявява, че публиката ще бъде силно заинтригувана от загадъчния характер на злодея.
Интерактивната маркетингова стратегия продължава с изпращането на фалшиви досиета на ЦРУ до медии като Емпайър и Уайред, съдържащи данни за д-р Леонид Павел — измислен руски ядрен физик, който се оказва ключов елемент в пролога. По-късно, акаунтът на филма в Туитър разпространява документ, озаглавен „Операция Ранно пиле“, който препраща към сайт с таймер, отброяващ времето до разкриването на карта с кина, където феновете могат да гледат пролога предварително.
Връзката с феновете е засилена още повече чрез нов уебсайт през април 2012 г., който показва фалшиво досие на заподозрян „Джон До“ (Батман), съдържащо графити от цял свят, призоваващи за завръщането му. Всеки публикуван туит със снимка от графити разкрива по един кадър от втория трейлър на филма.
Очакването за премиерата достига връх през януари 2012 г., когато билетите за полунощните прожекции в IMAX формат в градове като Ню Йорк, Сан Франциско и Лос Анджелис се разпродават незабавно. Цената им достига над 100 долара на черния пазар, въпреки че стандартната стойност е около 17,50 долара.
В рамките на по-широка маркетингова стратегия, Уорнър Брос си партнират с Мател, Лего, Фънко и Меско Тойс, които пускат играчки и колекционерски предмети. Освен това, Геймлофт издава мобилна игра със заглавието на филма, съчетаваща елементи от отворен свят, бой и стелт, по подобие на игрите за главния герой, макар и с по-ниски оценки от критиците. Промоционалните усилия достигат и до автомобилния спорт — Дейл Ърнхард Джуниър участва в НАСКАР с брандирана кола, която дори печели състезание, а екипът на Lotus F1 включва логото на филма върху болидите си по време на Гран При на Великобритания. Нокия пуска лимитирани версии на смартфоните Лумия с лазерно гравиран логотип на Батман, придружени от дигитални комикси и приложения, налични само за техни устройства.

## Премиера
На 6 юли 2012 г. Уорнър Брос организира специална IMAX прожекция на Черният рицар: Възраждане за повече от сто журналисти и филмови критици. Въпреки това, поради технически проблеми с устройството, отговарящо за синхронизацията между звука и картината, студиото е принудено да отложи прожекцията с един ден. Филмът прави своята официална премиера на 16 юли в киното Линкълн Суеър Тиатър в Ню Йорк. След това, на 18 юли, се състои европейската премиера на филма на Лестър Скуеър в Лондон, Англия. Черният рицар: Възраждането излиза по кината в Австралия и Нова Зеландия на 19 юли 2012 г., а на следващия ден, 20 юли, е пуснат официално в кината на Северна Америка и Обединеното кралство.

### Стрелба в Колорадо
„Не бих предположил, че знам нещо за жертвите на стрелбата, освен че те са били там снощи, за да гледат филм. Вярвам, че филмите са една от великите американски форми на изкуство и споделеното преживяване от гледането на история, разгръщаща се на екрана, е важно и радостно занимание. Киносалонът е моят дом и идеята, че някой би осквернил това невинно и изпълнено с надежда място по такъв непоносимо жесток начин, е опустошителна за мен. Нищо, което някой от нас може да каже, не би могло адекватно да изрази чувствата си към невинните жертви на това ужасяващо престъпление, но мислите ни са с тях и техните семейства“.
На 20 юли 2012 г., по време на полунощна прожекция на Черният рицар: Възраждане в киносалона Сенчъри 16 в Аурора, Колорадо, 24‑годишен въоръжен мъж, носещ противогаз, открива огън вътре в залата, убивайки 12 души и ранявайки 58 други. Полицията, реагирала на стрелбата, задържа заподозрения, по-късно идентифициран като 24‑годишния Джеймс Иган Холмс, скоро след пристигането си на място. Първоначални доклади заявяват, че Холмс се е представял като „Жокера“ по време на ареста си, въпреки че това е опровергано.
Уорнър Брос отменя премиерите на Черният рицар: Възраждане в Париж, Мексико и Япония и спира маркетинговата кампания на филма във Финландия. Няколко телевизионни мрежи също спрират излъчването на реклами за филма в САЩ. Трейлърът на филма Гангстерски отдел, също на Уорнър Брос, който е включен в прожекции на Черният рицар: Възраждане, е премахнат, тъй като съдържа сцена, в която гангстери стрелят с автомати по зрители през екрана, подобно на стрелбата в Аурора.
Режисьорът Кристофър Нолан дава публично изявление, описвайки стрелбата като „неизмеримо жестока“. Други звезди от филма изразяват съболезнования, като актьорът Крисчън Бейл лично посещава оцелелите и мемориала в Аурора.

### Домашна употреба
Черният рицар: Възражданее издаден на 28 ноември 2012 г. в Хонг Конг и Нова Зеландия. На 3 декември филмът излиза във Великобритания, а на 4 декември – в Съединените щати. Той е наличен на Blu-ray, DVD и за дигитално изтегляне. Паралелно с излизането на този филм е пуснат и комплект с трилогията Черният рицар. Филмът е издаден и на 4K UHD Blu-ray на 19 декември 2017 г.

## Прием

### Боксофис
Няколко часа преди полунощното излизане на филма, няколко анализатори на боксофиса прогнозират, че стартовият уикенд в САЩ може да достигне до 198 милиона долара. Въпреки това, след масовата стрелба по време на полунощното прожектиране на филма, Уорнър Брос решава да не публикува допълнителни данни за боксофиса до понеделник, 23 юли 2012 г. Това води и други дистрибутори да отложат публикуването на своите официални оценки. Също така се предполага, че стрелбата е засегнала продажбите на билети, тъй като E! Онлайн съобщава, че зрител от Северна Каролина е заявил, че „киното беше сравнително празно“. Някои доклади от 21 юли 2012 г. посочват, че конкурентни студиа са оценили, че филмът е спечелил между 75 и 77 милиона долара в първия си ден. Скоро след това Уорнър Брос публикува изявление за Ей Би Си Нюз, в което посочва, че са забавили публикуването на данните за първия ден „от уважение към жертвите и техните семейства“ и добавя: „Уорнър Брос Пикчърс няма да публикува боксофис данни за Черният рицар: Възраждане през уикенда. Данните ще бъдат обявени в понеделник“.
Черният рицар: Възраждане печели 448,1 милиона долара в Северна Америка и 632,9 милиона долара в други страни, с общ световен приход от 1,081 милиард долара. Световно, филмът е седмият най-касов на всички времена и третият най-касов филм за 2012 г. Той има световен стартов уикенд от 248.9 милиона долара. Филмът поставя световен рекорд за най-голям IMAX стартов уикенд с 23,8 милиона долара (рекордът е надминат от Отмъстителите: Ерата на Ултрон), и чупи рекорда за филм, бързо достигал над 50 милиона долара в IMAX кина. Главният изпълнителен директор на IMAX, Ричард Л. Гелфонд, обяснява това с думите: „Зрителите ясно търсят и приемат филма така, както трябва да бъде гледан – в IMAX“. През уикенда на Деня на труда през 2012 г. филмът става третият, разпространяван от Уорнър Брос, и тринадесетият в историята на киното, който надхвърля приход от 1 милиард долара. Филмът е и вторият, след Аватар, който достига 100 милиона долара приходи от IMAX в световен мащаб.

#### Северна Америка
Черният рицар: Възраждане се появява по кината в петък, 20 юли 2012 г. Филмът печели приблизително 30,6 милиона долара от полунощните прожекции, което е вторият най-висок приход от полунощ след Хари Потър и Даровете на Смъртта – част 2 с 43,5 милиона долара. Въпреки това, филмът поставя рекорд за приходи от полунощ в IMAX с 2,3 милиона долара (рекордът по-късно бе подобрен от Отмъстителите: Ерата на Ултрон). По време на първия си ден, филмът печели 75,8 милиона долара, което по това време го прави третия с най-висок дневен приход в историята. На 23 юли 2012 г. е обявено, че филмът е спечелил 160,9 милиона долара през дебютния си уикенд, което го прави третия най-висок старт в историята тогава, след Отмъстителите с 207,4 милиона и Хари Потър и Даровете на Смъртта – част 2 със 169,2 милиона долара. Въпреки това, филмът поставя рекорд за най-успешен стартов уикенд за 2D филм (предишният рекорд се държи от Черният рицар). Филмът запазва първото място по приходи и през втория, и през третия си уикенд. В Северна Америка филмът е тринадесетият най-касов досега, третият най-касов филм за 2012 г., както и шестият най-касов супергеройски филм и филм, базиран на комикси. Според оценки на Box Office Mojo, филмът е продал повече от 55 милиона билета в САЩ.

#### Други територии
Извън Северна Америка, филмът стартира с 88 милиона долара от 7173 киносалона само в 17 пазара. Той оглавява международния боксофис в продължение на четири последователни уикенда. Трите най-големи пазара за филма са Обединеното кралство, Ирландия и Малта (90,3 милиона долара), където той е най-касовият супергеройски филм, Китай (52,8 милиона долара) и Австралия (44,2 милиона долара).

### Реакции на критиката
Черният рицар: Възраждане получава положителни отзиви от критиците. В обзор на списъци с най-добрите филми за годината от 133 критици в Metacritic, 17 от тях поставят филма в своя топ десет. Агрегаторът Rotten Tomatoes присъжда на филма рейтинг на одобрение от 87% на база 382 рецензии, със среден рейтинг 8/10. Критичният консенсус гласи: „Черният рицар: Възраждане е амбициозен, обмислен и мощен екшън филм, който завършва трилогията на Кристофър Нолан по зрелищен начин“. Metacritic му дава среден резултат 78/100 на база 45 критици, което означава „общо взето благоприятни рецензии“. CinemaScore информира, че публиката дава на филма средна оценка A по скала от A+ до F.
Роби Колин от Дейли Телеграф присъжда максимум 5 звезди, заявявайки, че това е „супергеройски филм без супергерой“ и хвали Том Харди за изпълнението му, както и сложния сюжет и повествование. Кенет Тюран от Лос Анджелис Таймс намира филма за „мощен, убедителен и хипнотизиращ“, като добавя, че „повече от изключителен супергеройски филм, това е майсторска кинематография по всякакъв стандарт“. Фил Виляреал от OK! дава на филма 1.5 от 4, наричайки го „версията на поредицата на Матрицата: Революции, Кръстникът 3 или Голф клуб 2.“ Тод Гилхрист от Плейлист пише: „Кинематографичен, културен и личен триумф – Черният рицар: Възраждане е емоционално вдъхновяващ, естетически значим и критически важен за самата Америка – като огледало на трезв размисъл и устойчива надежда“. Ай Джи Ен дава оценка 9 от 10, отбелязвайки прилики по тон и тема с Батман в началото в сравнение с втория филм, Черният рицар, но описва Бейн като „по-малко интересен за гледане“, въпреки че хвали „зловещия му глас“ и „представяне, водено от езика на тялото“.
Кинокритикът Ричърд Ропър дава на филма оценка A, наричайки го „величествен, прекрасен, жесток и богато удовлетворяващ епос“, и цитира финалните сцени на филма като „най-добрите пет минути на филм тази година“. Лондон Филм Ревю дава на филма оценка B и заявява: „Филмът на Нолан напомня, че супергероите не са просто кухо разнообразие, а въплъщение на най-доброто в нас“.
Гардиън дава четири от пет звезди, описвайки филма като „монолитна интензивност от гранит“, но също така го нарича „преиграно, помпозно явление“. Андрю О'Хер от Салон пише: „Ако Черният рицар: Възраждане е фашистки филм, то това е велик фашистки филм и вероятно най-големият, най-мрачният, най-вълнуващият и тревожен спектакъл, създаван някога за екран“. Роджър Ебърт от Чикаго Сън-Таймс дава три от четири звезди, заявявайки: „Филмът започва бавно с мъглив сюжет и твърде много нови персонажи, но достига до сензационен кулминационен момент“.
Филмът е избран сред топ 10 филми на 2012 г. от Американския филмов институт.
Том Чарити от Си Ен Ен заявява, че филмът е „разочароващо тежък и помпозен финал на висша поредица“ и го описва като „най-лошия филм на Нолан“. Антъни Лейн от Ню Йоркър коментира, че „сюжетът е наситен, прекалено дълъг и пълен с препратки, които ще бъдат разбрани само от тези, запознати с предишните филми на Нолан за Батман“. В отговор на негативната реакция на фенове към част от негативните отзиви, Rotten Tomatoes обезврежда възможността за публикуване на потребителски коментари за филма до излизането му. Някои фенове дори заплашват с насилие критици, а други се опитат да свалят сайтовете на критици, дали лоши рецензии на филма.

### Анализи
Някои коментатори, като Дейвид Сирота и лидерът на „Окупирай“ Дейвид Гребър, виждат във филма послания срещу движението и отразяване на консервативни ценности. Други, като Джонатан Чайт, омаловажават подобна теза, а самият Кристофър Нолан категорично отрича филмът да има политически подтекст, подчертавайки, че целта е да се покаже обществен конфликт като фон за разказа.
Словенският философ и културен критик Славой Жижек, известен с анализа си на идеологията чрез поп култура, отбелязва, че вдъхновението за филма по-скоро идва от романа Повест за два града на Чарлз Дикенс и Френската революция.

## Предложение за продължение
Уорнър Брос предлага на Крисчън Бейл и Кристофър Нолан възможност да направят четвърти филм, но Бейл отказва, за да спази желанието на Нолан за трилогия.
Бейл публично заявява:

„Крис винаги ми е казвал, че ако имаме късмета да успеем да направим три филма, бихме спрели. „Нека се отдръпнем след това“, казваше той. След това, когато неизменно дойдат и ни попитат „Какво ще кажете за четвърти?“, аз казах „Не. Трябва да останем верни на мечтата на Крис, която винаги е била да направим трилогия. Нека не стигаме твърде далеч и да стане прекалено разточително да правим четвърти“. Именно затова и ние, а всъщност Крис, решаваме да се оттеглим. След това ми казаха, че услугите ми вече не са необходими“.

И допълва, че никога не са приемали за даденост възможността за повече от един филм:

„Никога не сме били арогантни, за да приемем, че имаме възможност за повече от един филм“, казва Бейл. „Това е нещо, за което Крис винаги говореше. Казваше: „Това е всичко. Снимаме един филм. Това е всичко, което имаме“. После, когато ни попитаха: „Искате ли да направим още един?“ – беше фантастично. Но все пак казахме: „Това е всичко. Няма да получим друга възможност“. След това казаха: „Добре, направете трети“.“

Тези изявления ясно потвърждават, че решението на Бейл да откаже участие в четвърти филм е продиктувано от уважение към визията на Нолан и тяхното предварително уговорено приключване с трилогия.

## В България
Премиерата на Черният рицар: Възраждане по кината в България е на 27 юли 2012 г., като филмът е субтитриран на български език.
На 28 ноември 2012 г. филмът е издаден на DVD и Blu-Ray от Pro Video SRL Romania чрез Филм Трейд.
Филмът е излъчван по телевизионните канали на Би Ти Ви Медиа Груп – Би Ти Ви Синема, Би Ти Ви и Би Ти Ви Екшън, дублиран на български език.
| Озвучаващи артисти  | Яница Митева Стефан Сърчаджиев – Съра Георги Стоянов Чавдар Монов Калин Сърменов |
| Преводач            | Гергана Дойнова                                                                  |
| Тонрежисьор         | Стамен Янев                                                                      |
| Режисьор на дублажа | Михаела Минева                                                                   |